# Колосівка (Народицька селищна громада)
```
Колосі́вка
 
— 
село
 в Україні, у 
Народицькій
 селищній територіальній громаді 
Коростенського району
 
Житомирської області
. Населення становить 0 осіб (2001).
```

## Історія
Вперше зафіксована на карті 1939 р. як колгосп ім. Сталіна. 1941 — колонія П'ятирічка. До 07.06. 1946 року — хутір Колона.